# Matsucoccus degeneratus
Matsucoccus degeneratus är en insektsart som beskrevs av Morrison 1939. Matsucoccus degeneratus ingår i släktet Matsucoccus och familjen pärlsköldlöss. Inga underarter finns listade i Catalogue of Life.